# دلفتية بحيرية
دلفتية بحيرية (الاسم العلمي: Delftia lacustris) هي نوع من البكتيريا، سلبية الغرام، تتبع جنس الدلفتية.